# معبد مصری

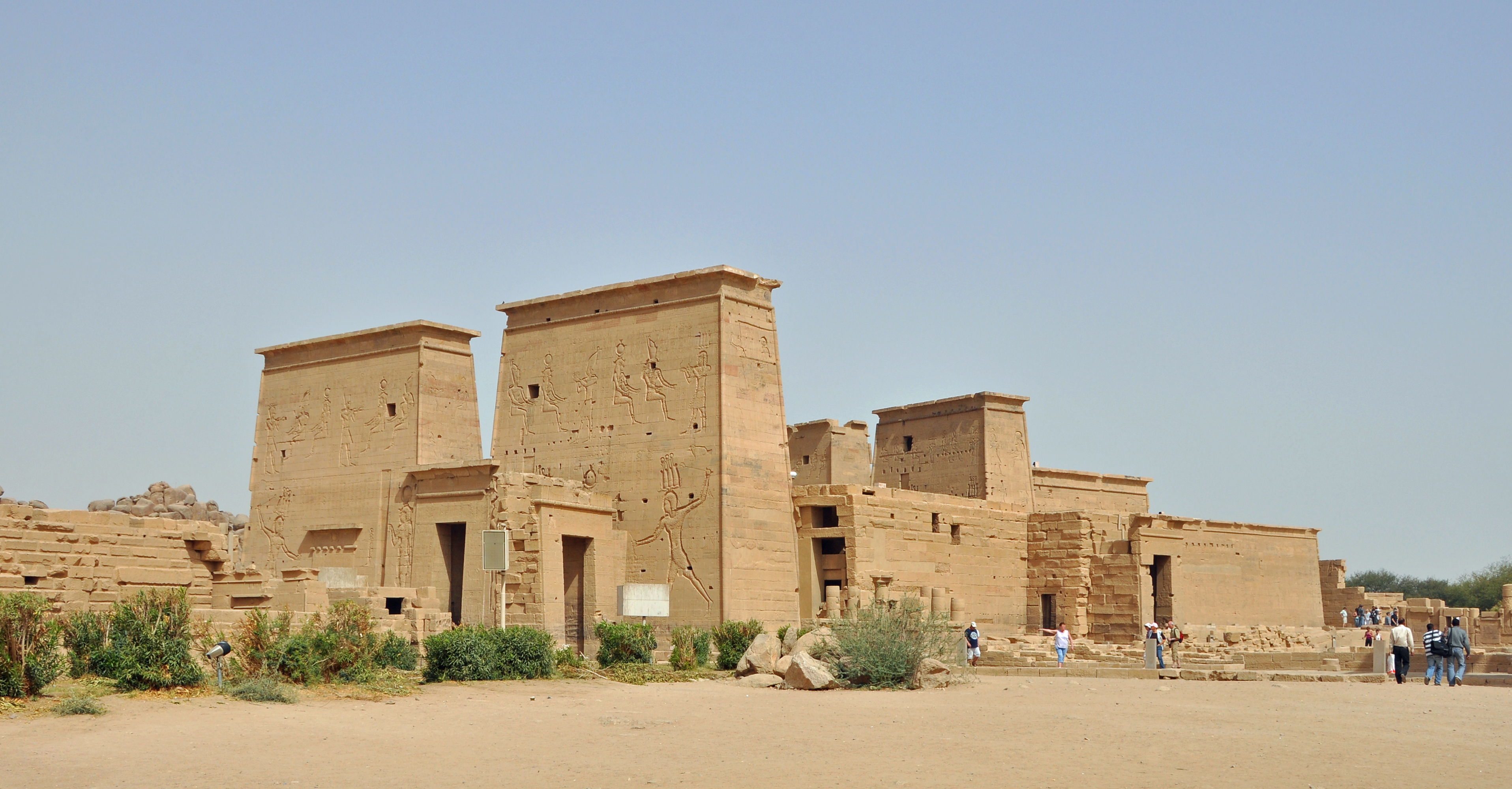
معبد ایزیس در جزیرهٔ فیله، مصر.

معبدهای مصری، معابدی رسمی بودند که در مصر باستان برای عبادت خدایان مصری ساخته می‌شدند. معابد به عنوان خانه برای خدایان یا فراعنه مورد استفاده واقع می‌شدند.

## طراحی و دکوراسیون
مشابه کلیه معماری‌های مصر باستان، طراحی معابد مصر نیز بر نظم، تقارن، و ماندگار بودن تأکید داشت و اشکال هندسی را که با نقوش نهادی تلطیف شده، ترکیب می‌کرد. عناصر طراحی معبد همچنین به شکل ابتدایی‌ترین بناهای مصر اشاره دارد. برای مثال، قرنیزهای کاوتو در بالای دیوارها، برگ ساقه‌های درخت‌های نخل را تداعی می‌نمود و خمیدگی دیواره‌های بیرونی، اگرچه تا حدی به معنای اطمینان از پایداری بود، از جمله روش‌های ساختمانی باستانی نیز بود.

### اتاق‌های داخلی
اتاق‌های داخلی معبد در جایگاه مقدس خدای اولیه معبد قرار دارد که به‌طور معمول در امتداد پشتی ساختمان معبد واقع گردیده، و در معابد هرمی شکل مستقیماً در مقابل پایه هرم قرار دارد. جایگاه مقدس محل تمرکز آیین در معابد بود، مکانی که حضور الهی در آن نشان داده می‌شده و شکلی که در آن ظاهر می‌شود متفاوت بود.

### سالن‌ها و حیاط‌ها
در طول تاریخ مصر، در معابد سالن‌های ستون‌دار و اتاق‌هایی پر از ستون قابل مشاهده می‌باشد. با پادشاهی جدید معمولاً مستقیماً در مقابل جایگاه مقدس قرار می‌گرفتند. این تالارها نسبت به اتاق‌های داخلی محدودتر بودند و تنها در برخی اوقات به روی افراد عامه باز بودند.

### محوطه‌ها
در خارج از ساختمان معبد، محوطه معبد مناسب بود که با یک دیوار آجری مستطیل شکل احاطه شده بود که به صورت نمادین فضای مقدس را از بی‌نظمی بیرون محافظت می‌کرد. در بعضی مواقع، این عملکرد بیش از حد نمادین بود، به ویژه در آخرین سلسله‌های بومی در قرن چهارم قبل از میلاد، هنگامی که در صورت تهاجم توسط امپراتوری هخامنشی، دیوارها کاملاً مستحکم شده بودند.

### دکوراسیون
بنای معبد به وسیله مجسمه‌های بدون اتصال تزیین شده بود که هر یک جنبه مذهبی داشتند. تصور می‌شود که در این بت‌ها خدایان وجود دارند و باعث وجود قدرت خاص در معابد می‌شد.

## فعالیت‌های مذهبی

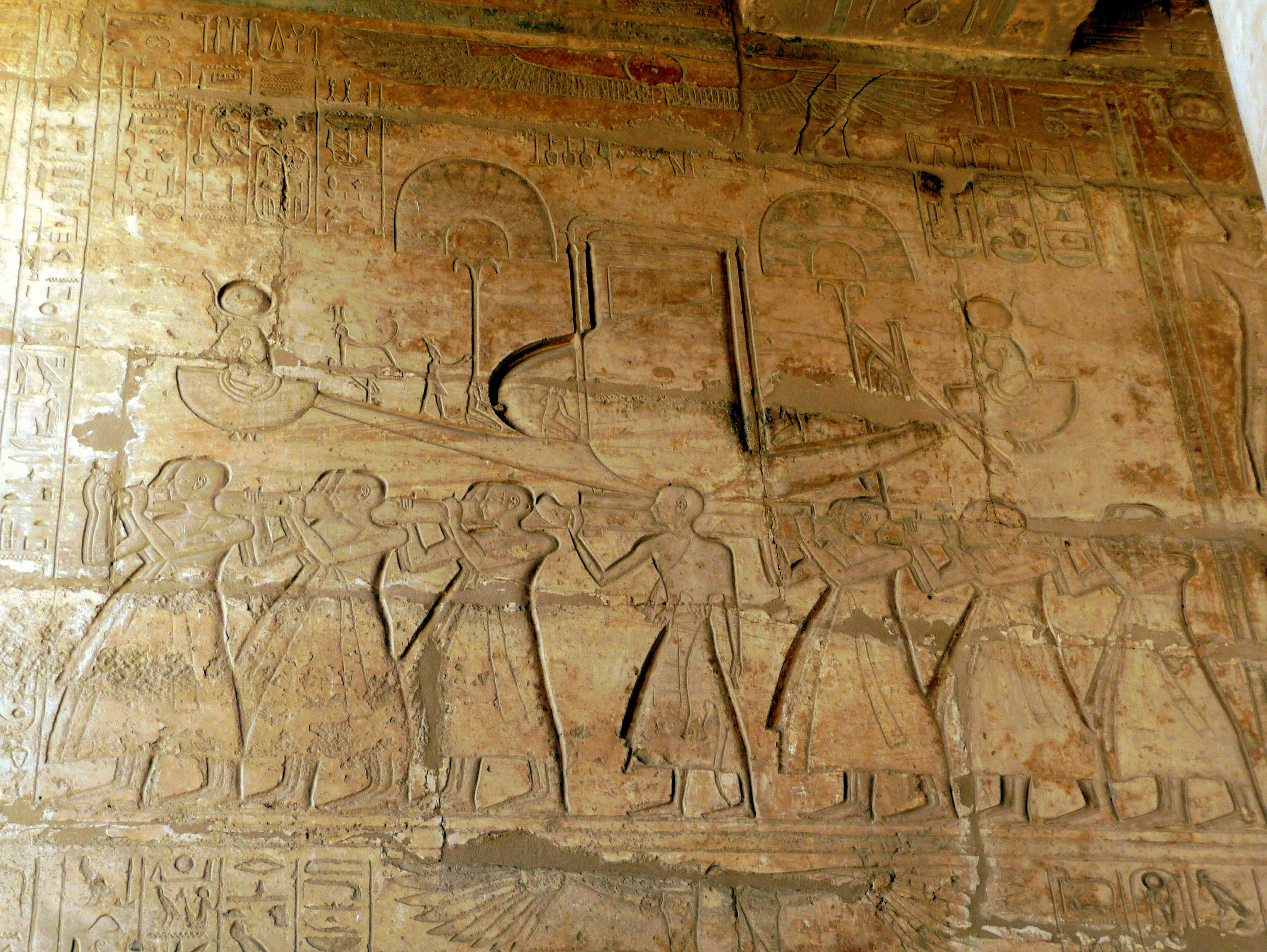
تصویر حک شده روی یک معبد مصری

### مناسک روزانه
مناسک روزانه در بیشتر معابد شامل دو بخش انجام مناسک است: یکی تمیز کردن لباس پوشاندن خدایان برای آن روز و دیگری ارائه غذا به او. ترتیب دقیق این آیین نامشخص است و ممکن است در هر اجرای این مناسک تا حدودی متفاوت باشد.

### جشنواره‌ها
در روزهایی که از لحاظ مذهبی از اهمیت ویژه برخوردار بودند، مراسم روزانه با مشاهیر جشنواره جایگزین می‌شد. جشنواره‌های مختلف در فواصل مختلف و بیشتر به شکل سالانه برگزار می‌شد.

### وخشورها
با آغاز پادشاهی جدید، و احتمالاً در اوایل دوره، جشنواره‌ها فرصتی شده بود برای مردم تا وخشورها را از خدایان جست و جو کنند.